# Dominguito del Val
Dominguito del Val (Saragossa, c. 1243 - c. 1250) va ser, segons una llegenda, un nen mort a mans de jueus, i venerat com a sant per l'Església catòlica fins al 1965, quan es va reconèixer la falsedat de la llegenda. És un cas de fals libel de sang creat per fomentar l'antisemitisme i la persecució dels jueus, habitual durant l'edat mitjana.
Ni tan sols hi ha proves que el nen existís realment. No hi ha referències al fet fins al segle xvi, segles després que hagués passat, suposadament. La mateixa llegenda, per remuntar-se en el temps, diu que el rei Alfons X de Castella havia narrat els fets, en una obra perduda.

## Llegenda

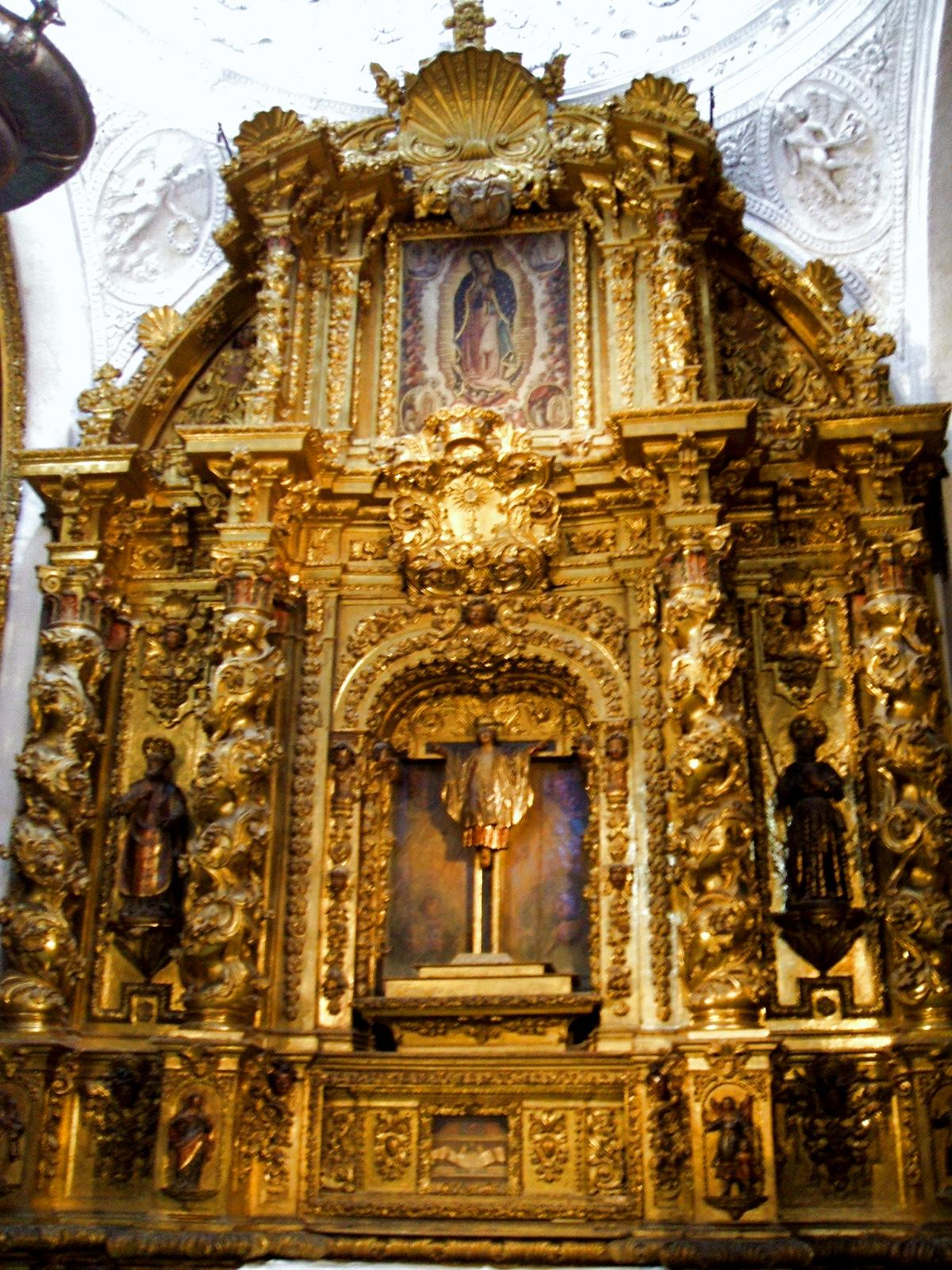
Capella del sant a la Seu de Saragossa, 1671.

Segons la tradició, Dominguito era fill del notari Sancho de Val i era un escolà del cor de la Seu de Saragossa. Als set anys, fou enganyat pel jueu Albayuceto, que amb altres jueus, el van fer víctima d'un assassinat ritual. Els jueus volien matar tots els cristians de Saragossa, per la qual cosa van fer un conjur i necessitaven el cor d'un cristià pur. Van prendre Dominguito i van reproduir en el nen els martiris de la Passió de Jesús. Després de crucificar-lo, li tallaren el cap i els peus, i en van enterrar el cos vora el riu Ebre. Allà hi fou trobat per uns barquers. El jueu que havia d'acabar el ritual, portant el cor del nen i una hòstia al riu (la qual cosa faria que qualsevol cristià que en begués aigua morís) fou detingut casualment i, en trobar-se-li el cor, fou torturat fins que confessà el fet. Els jueus van ésser executats.

## Veneració
Les restes del nen es portaren a l'església de Sant Gil i després a la catedral, on hi ha una capella de Santo Dominguito de Val. Dominguito fou canonitzat i considerat patró dels escolans de la ciutat. El seu culte, com el d'altres nens ficticis similars, fou suprimit per l'Església en 1965, en reconèixer-lo com a llegendari i basat en una falsedat, a més de tenir caràcter clarament antisemita.